# Улица Мальцева (Вологда)
У́лица Ма́льцева (бывшая Пятницкая, затем Героев Арктики) — улица в Вологде, расположенная в историческом районе Верхний Посад. Проходит между проспектом Победы и Путейской улицей.

## История
Впервые улица Пятницкая была упомянута в документах 340 лет назад. Южная граница города тогда проходила до нынешней Октябрьской улицы, в том же месте заканчивалась и Пятницкая. В то время она была одной из шести, существовавших в городе.
На Генеральном плане 1781 года улица была обозначена как Пятницкая и считалась центральной улицей города.
Название улица получила от располагавшейся в самом её начале на месте нынешнего сквера у факультета иностранных языков ВоГУ церкви святой Параскевы Пятницы, разобранной в 1961 году.
На всём протяжении Пятницкая была застроена в основном деревянными жилыми домами. В XIX веке был построен только один каменный дом. Сейчас в этом доме расположен юридический факультет ВоГУ. В начале XX века было заложено каменное здание Народного дома и казённый винный завод на Зелёном лугу. Остальные каменные здания на улице были построены после Второй мировой войны.
В 1936 году улица была переименована в честь героев Арктики. В 1960-м — в честь первого секретаря вологодского губкома РСДРП(б) Александра Мальцева.

## Благоустройство и транспорт
В 1937-38 гг. на участке от проспекта Победы до улицы Кирова были проложены водопроводные трубы сечением 100 мм. В 1954 году трубы с сечением 150 мм были проложены до ликёроводочного завода.
Канализационные стоки изначально сбрасывались в реку Чернавку, а стоки ЛВЗ — в Золотуху.
Сначала улица была покрыта булыжником, затем асфальтирована. Тротуары сразу обустраивались только около вновь построенных в 1960—80-е гг. домов.
По улице Мальцева почти на всём протяжении осуществляется движение автобусов. Действует только одна автобусная остановка (в самом начале улицы около факультета иностранных языков государственного университета). В советское время была также остановка напротив областного архива.

## Здания
- № 16 — Дом дворянина Н. М. Благово-Дружинина